# La Tradición (Tortosa)
La Tradición fue un periódico español editado en Tortosa entre 1911 y 1936.

## Historia
El primer número del semanario salió el 17 de junio de 1911, llevando por subtítulo el lema carlista de «Dios, Patria y Rey», al que poco después le añadiría «Semanario órgano del partido tradicionalista de los distritos de Tortosa, Roquetas y Gandesa».
Fue fundado conjuntamente por Enrique Bayerri, su primer director, y el médico Emilio Sanz Partegás.
Se editaba a cuatro páginas de 50 por 35 cm, a cuatro columnas, en la imprenta de la Acción Social Católica, a cargo de Biarnés. Tenía por director a José Sabaté Blanch; por administrador a Francisco Biarnés, y por redactores a Valero y José Sabater.
En junio de 1914 el semanario fue denunciado por uno de sus artículos.
Entre los colaboradores figuraron Cirici Ventalló, Rafael Ventura, Luis Condal, Samuel Mira, Ramón Verges Paulí, Juan Martínez Carcelli, Juan Bautista Ferré (presbítero); Jacobo Herrero, el conde de Kenty, Sara Espejo Requexa, J. A. Larramendi, Roberto Andreu, Joaquín Bau, Carlos G. Verdugo, Felipe Tallada, Salvador Minguijón, Manuel Bellido Rubert y Emilio Sanz.
El periódico reproducía a menudo textos de Dalmacio Iglesias, senador por la provincia de Tarragona, a quien defendió al producirse la escisión mellista en 1919, apoyando nuevamente su candidatura a senador en junio. No obstante, La Tradición permanecería leal a Don Jaime. Era uno de los ocho periódicos jaimistas catalanes (del total de doce en España) que el semanario El Cruzado Español anunciaba en 1929 como periódicos de la Prensa legitimista española.
Desde 1921 tuvo por director a José Monllaó Panisello, quien sería asimismo redactor jefe del Heraldo de Tortosa y empleaba el seudónimo de «Llaonet».
Durante la Segunda República Monllaó continuó dirigiendo el semanario, uno de los cuatro periódicos tradicionalistas de la provincia junto con El Correo de Tortosa, dirigido por José Bru; Joventut de Valls, dirigido por Tomás Caylá; y El Radical de Reus.
El periódico fue suspendido por el gobierno republicano y su director multado con 2.000 pesetas por la publicación de un artículo el 16 de julio de 1932 firmado por «Llaonet», que se consideró contrario al artículo 2.º de la ley de Defensa de la República. Posteriormente seguiría publicándose hasta el estallido de la Guerra Civil en julio de 1936. Monllaó lograría salvar la vida gracias a la mediación de Francesc Cabanes March, dirigente de ERC en Tortosa.